# アレクサンダー・デマント
アレクサンダー・デマント（Alexander Demandt 1937年6月6日 -）は古代史、文化論の研究者である。

## 経歴
マールブルク生まれ。テュービンゲンやマールブルク、ミュンヘンで歴史学とラテン語学を学ぶ。
1959年には、ハンブルク地方の発掘調査に携わり、1960年、マールブルクでは、アイルランドのケルト語の研究を始め、南ガリア・ブルゴーニュのケルト人の遺構の研究にアプローチすることができた。1963年、『アミアーノ・マルセリーノ批評』をテーマとして、博士号を取得した。
1964年から1965年にかけて、ドイツ考古学研究所の学業奨学金を利用し、それにより彼は、特に1964年、ペルガモンとガラティアを含む行程の研究旅行に専念することができた。続いてフランクフルト、キールとコンスタンツにおいて教鞭をとり、マギステル・ミリトゥムに関する論文で大学教授資格を取得した。
1974年から2005年にかけて、ベルリン自由大学のフリードリヒ・マイネッケ研究所において、古代史の教授職に就き、2005年7月14日に最終講義を行った後は名誉教授の地位にある。

## 研究内容・業績
彼の業績はローマ世界や古代末期に集中しており、文明の衰退、文化破壊、歴史的思想、歴史哲学、科学史などのテーマへの際立った関心に彩られたものであった。

## 受賞・栄典
2003年には、アウソニウス・プライス名誉賞を受賞した。

## 家族・親族
- 父：カール・エルンスト・デマントはゲーテ賞を受賞した人物[1]。